# Даса, Иларион
Иларион Даса Гроселье (исп. Hilarión Daza Groselle; 14 января 1840 — 27 февраля 1894) — боливийский политический деятель, президент страны с 1876 по 1879 года.

## Биография
Родился в Сукре, сделал военную карьеру. Пришел к власти в результате военного переворота против президента Томаса Фриаса 4 мая 1876 года. Его поддержала значительная часть финансовой элиты страны. Также сторонниками Дасы до прихода к власти были приверженцы равенства из преимущественно креольского Санта-Крус-де-ла-Сьерра во главе с Андресом Ибаньесом. Но Даса отказался предоставить провинции Санта-Крус автономию и в 1877 году легко подавил вооруженное восстание Ибаньеса. Даса желал усилить контроль над отдаленной провинцией Антофагаста. В конце 1870-х эта территория была заселена преимущественно чилийцами.
Кроме того, Иларион Даса столкнулся с последствиями крупнейшей засухи в истории Боливии. Он надеялся на поддержку националистических сил, чтобы уберечься от переворотов, успокоить массовые выступления ремесленников в Сукре и обуздать оппозицию. С этой целью он разорвал соглашение с Чили, которое в 1874 году подписал президент Томас Фриас. Согласно этому соглашению чилийцы, проживающие в регионе Антофагаста, были вынуждены платить большие налоги за использование боливийских ресурсов. В результате Чили стала угрожать войной, а Даса немедленно обратился за помощью к Перу. В феврале и марте 1879 года чилийцы оккупировали Антофагасту, положив начало Второй Тихоокеанской войне.
В результате этой войны Перу понесла территориальные потери, а Боливия вообще потеряла выход к морю. Это фиаско привело к отставке Илариона Даса 28 декабря 1879, когда был созван Государственный совет. 19 января 1880 года был избран новый президент, Нарсисо Камперо. Даса некоторое время находился в Перу, а затем уехал во Францию, прихватив с собой значительную часть боливийской казны.
В 1894 году экс-президент решился вернуться в Боливию, считая, что никто не обвинит в делах минувших. Он был убит на железнодорожном вокзале города Уюни вскоре после прибытия в страну, 27 февраля 1894 года. Боливийский народ возложил ответственность за это преступление непосредственно на правительство президента Мариано Баптисты, но ничего доказано не было.
Единственной сестрой Илариона Дасы была донья Хосефа Гроссоли Даса, родившаяся в Сукре и умершая в Чили. У нее были дети в Сукре от лейтенанта Квинтелы, который был адъютантом президента Дасы чилийского происхождения, дочерью была Клара Даса кинтела, а ее прямой потомок - доктор наук Фредди Алехандро Сурита Сеспедес Доктор философии, полиглот и эксперт в области дипломатии энергетического сектора, академик университетов в Москве, Россия.